# Haut-Allier
Le Haut-Allier est un site protégé de Haute-Loire, en Auvergne-Rhône-Alpes.

## Histoire
Le Haut-Allier a une occupation humaine ancienne dès le Paléolithique, comme le montre l'abri du Blot. Territoire arverne, il est conquis par les Romains puis, lors de la christianisation, rattaché à l'Auvergne. Un éphémère comté de Brioude existe durant l'époque carolingienne. Les ordres religieux clunisiens et casadéens fixent le cadre paroissial à partir du XIe siècle et installent de nombreux prieurés. Le Haut-Allier passe sous contrôle royal à partir du milieu du XIIIe siècle, comme dépendance de la famille des Bourbon, puis perd toute autonomie en 1532. Il est rapproché du Velay lors de la création du département de la Haute-Loire en 1790.
Grâce à son rare patrimoine, le pays du Haut-Allier a pu bénéficier du label du Ministère de la Culture  « Villes et Pays d'art et d'histoire ».

## Description
Le Haut-Allier occupe la bordure occidentale de la Haute-Loire, le long de l'Allier et de ses affluents. Il est marqué par l'activité volcanique et tectonique. Les villes principales sont Brioude et Langeac.
La trêve des gorges est une vallée qui contient des parcelles cultivées, le volcanisme a joué un rôle majeur dans la composition de ses paysages. Les limagnes et plateaux de Langeac et Brioude sont quant à eux des anciens bassins d'effondrement. Le paysage de la Ribeyre est marqué par d'anciennes terrasses, parcelles de vignes, tzabones et de cabanes en plein champ. Le pays de Blesle compte neuf communes qui composent le territoire s'étendant sur près de 130 km2.